# Iglesia de San Carlos Borromeo (Viena)
La iglesia de San Carlos Borromeo (en alemán, Karlskirche) es una iglesia de estilo barroco (con toque de rococó, griego, romano y oriental) de Viena, situada en Kreuzherrengasse, 1, en la parte sur de Karlsplatz, al borde del primer distrito, y doscientos metros por fuera de la Ringstrasse.

## Origen
Durante la fuerte epidemia de peste que azotó Viena en 1713 y que se cobró la vida de unas 80 000 personas, el emperador Carlos VI prometió que, tan pronto, como la ciudad se viera libre de esta calamidad, levantaría un templo dedicado a san Carlos Borromeo, arzobispo de Milán y héroe de la epidemia de peste de 1576. Al año siguiente de la epidemia se anunció un concurso para el proyecto de la iglesia que fue adjudicado a Johann Bernhard Fischer von Erlach. Los fondos que permitieron sufragar la construcción de la iglesia fueron aportados forzosamente por los judíos de Viena. La iglesia es un símbolo de poder religioso y político de la dinastía imperial de los Habsburgo.
Las obras se iniciaron en 1716, y tras la muerte del arquitecto en 1723, las obras fueron continuadas, hasta su terminación en 1737, por su hijo Joseph Emanuel Fischer von Erlach.

## Estructura y decoración
La iglesia constituye una obra maestra del eclecticismo barroco, en el que se combinan diferentes estilos: la fachada central representa un pórtico griego, las columnas a su lado son de inspiración barroca y sobre la entrada domina una gigantesca cúpula. Los dos pabellones laterales muestran influencias del barroco romano y decoración oriental.

El edificio tiene una altura de 80 metros por unos 60 de ancho y constituye el segundo templo más amplio de la capital después de la catedral de San Esteban.

### Exterior
En el exterior destaca el frontis en el que se incluyen las dos columnas citadas, con relieves que muestran periodos de la vida de san Carlos Borromeo. Están inspiradas en la columna Trajana de Roma y su decoración espiral presenta escenas de la vida de san Carlos Borromeo. El tema que se representa en la columna izquierda es la constancia y el valor en la de la derecha.
En el frontón se encuentran relieves obra de Giovanni Stanetti, que describen los sufrimientos de la ciudad durante la peste de 1713, la estatua del santo patrón corona el frontón. Las escaleras de la entrada se encuentra flanqueada por ángeles que representan el antiguo y el nuevo testamento.

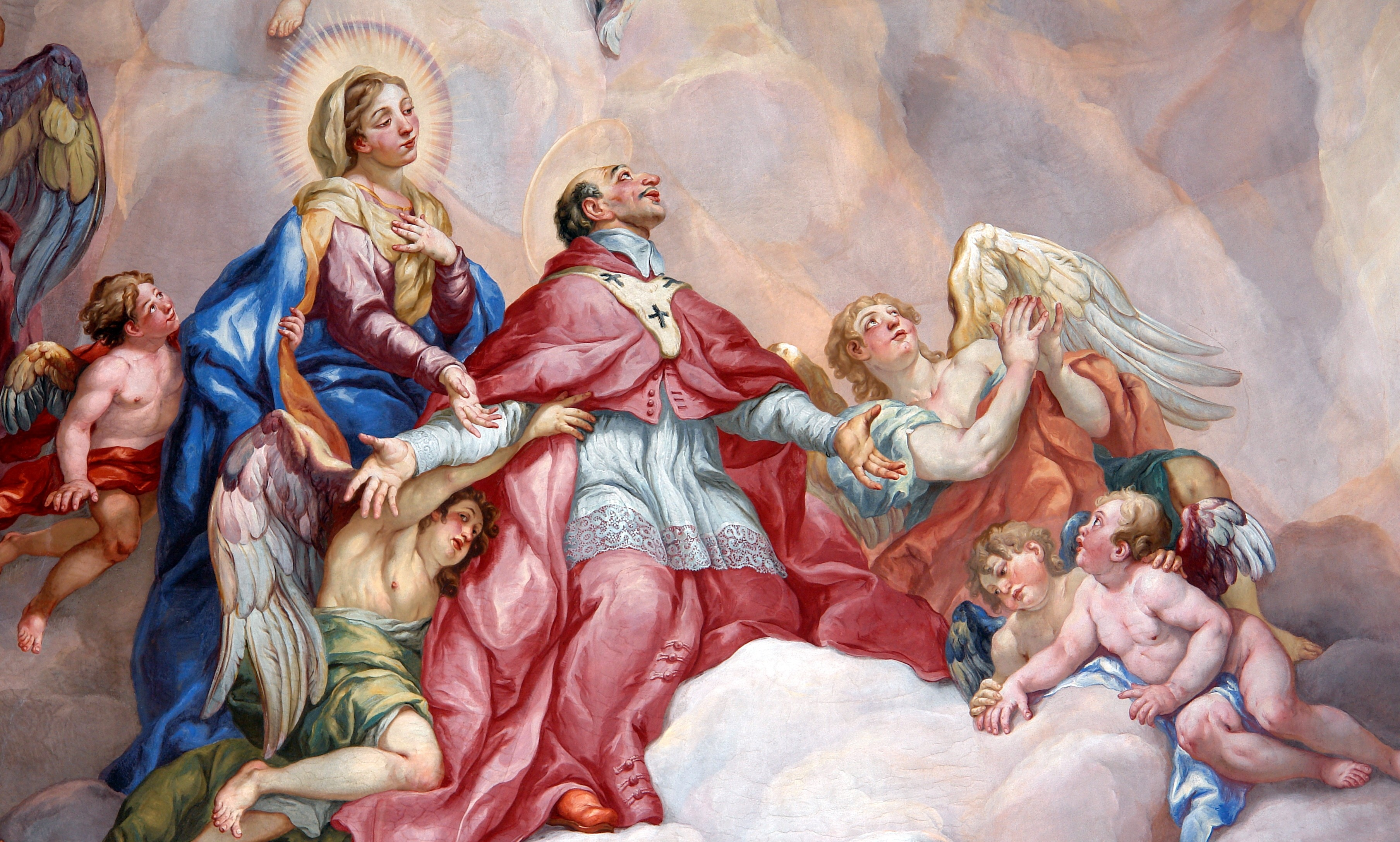
Fresco de la cúpula: La intercesión de San Carlos Borromeo ayudado por la Virgen, de Rottmayr.

### Interior
El interior alberga tallas y retablos realizados por los artistas más famosos de la época como Daniel Gran y Altomonte. Destaca la cúpula en la que se pueden contemplar un fresco pintado por Johann Michael Rottmayr de Salzburgo, realizado entre 1725 y 1730, denominado "La apoteosis de san Carlos Borromeo" y que sería el último encargo que cumplió el artista. En él se representa la intercesión de Carlos Borromeo, con el apoyo de la Virgen María, y en torno a ellos las virtudes cardinales.
El altar mayor en el que participaron Alberto Camesina y Ferdinand Maxmilián Brokoff, presenta un relieve de estuco con San Carlos sobre una nube, ascendiendo a los cielos.
Los pabellones que conducen a las entradas laterales tienen decoración de influencia china.
Los frescos de las capillas laterales fueron pintados por Daniel Gran.

## Transporte
La iglesia está cerca de la estación Karlsplatz del Metro de Viena, por la que pasan las líneas U1, U2 y U4; también se puede llegar desde las estaciones de tranvía Gußhausstrasse (línea D) o Wien Resselgasse (líneas 1 y 62).

## Galería de imágenes

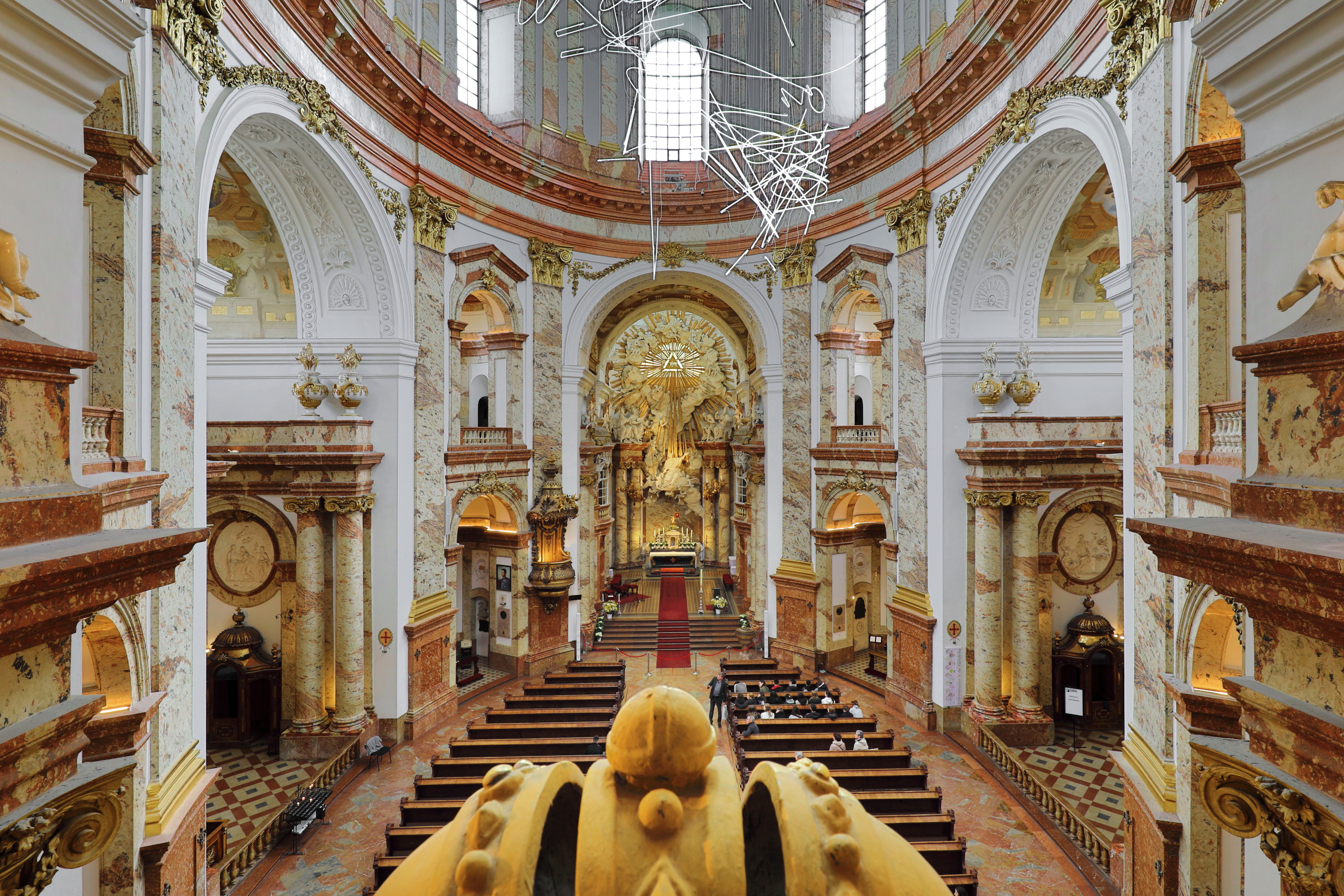
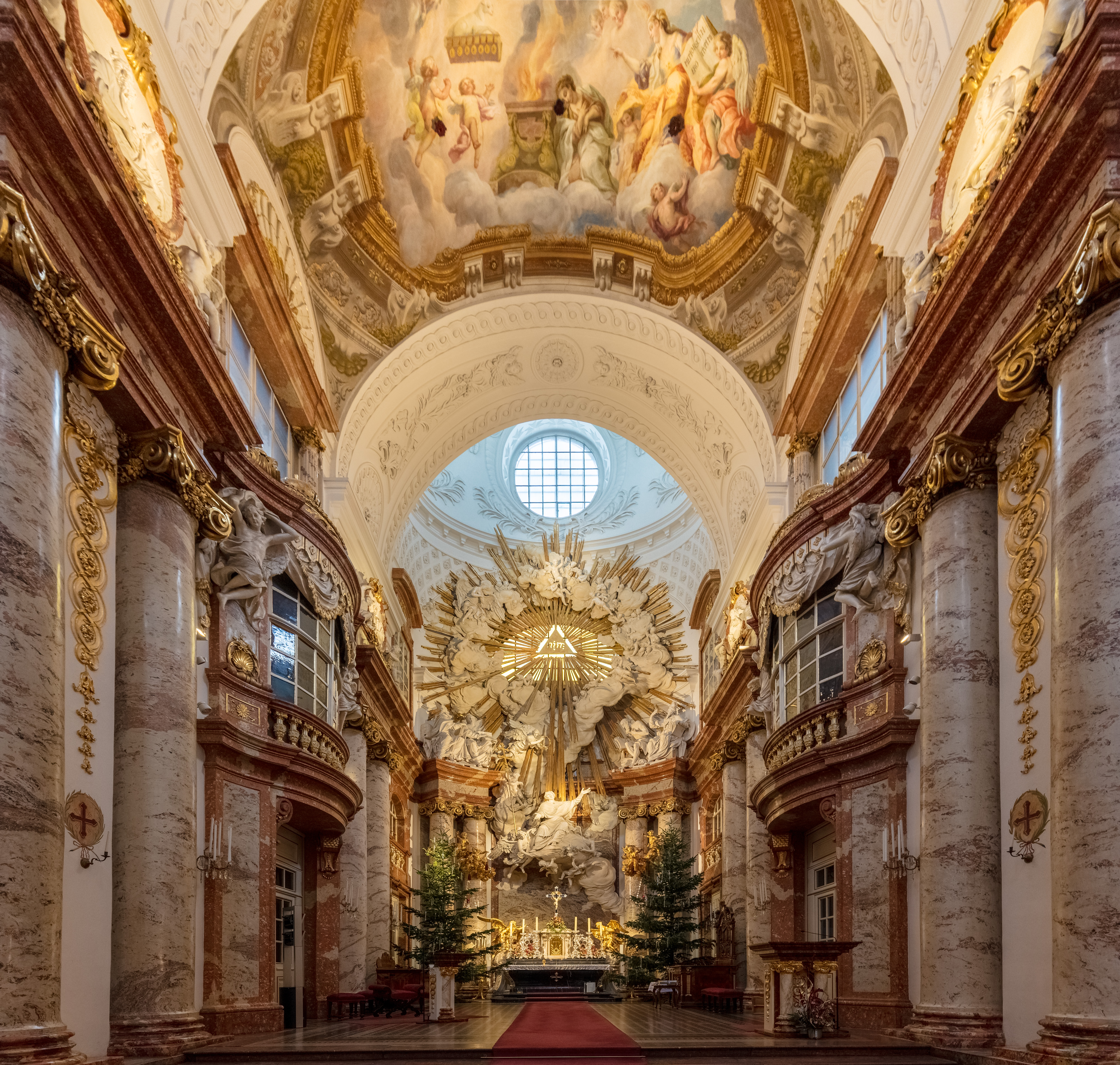
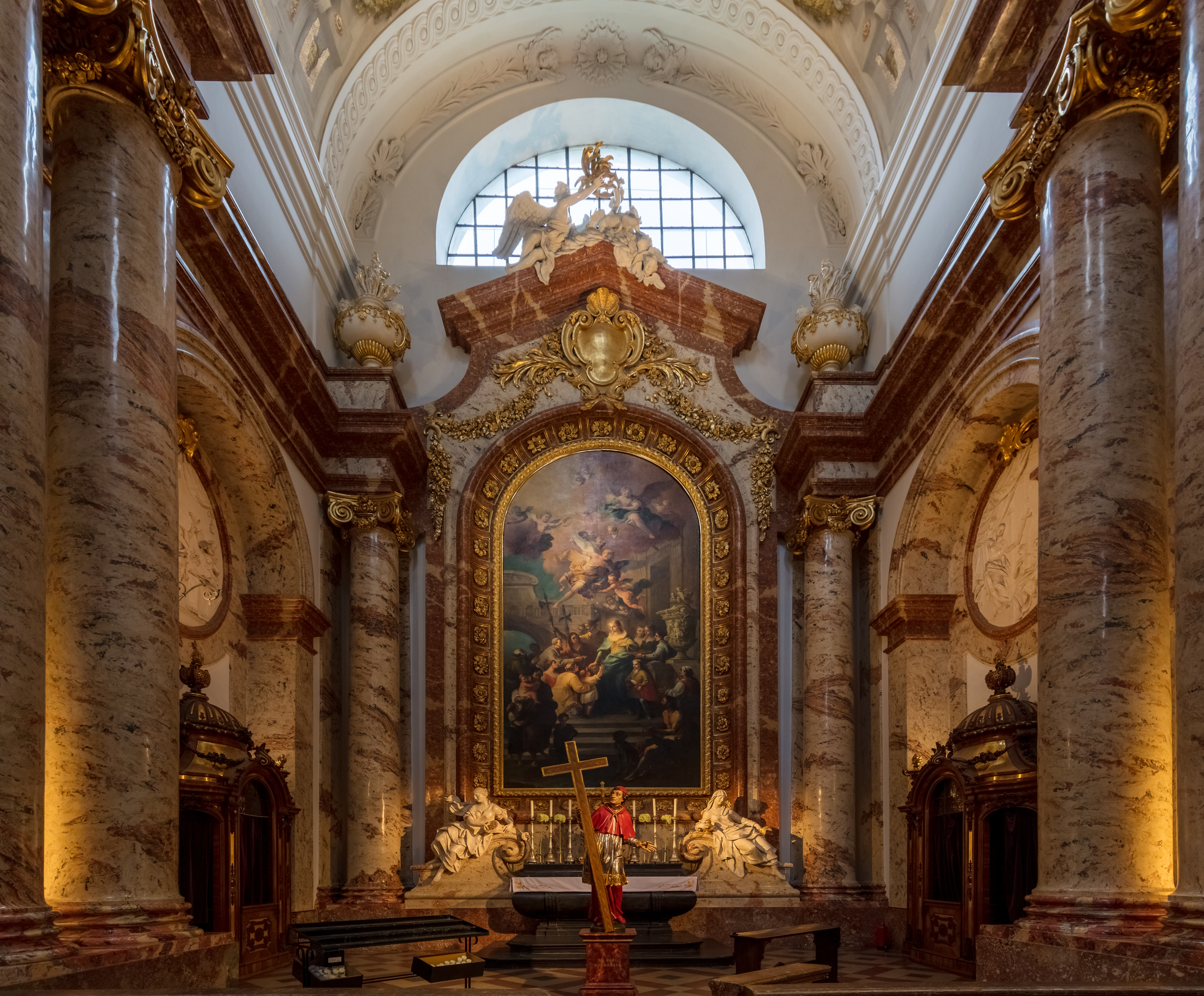
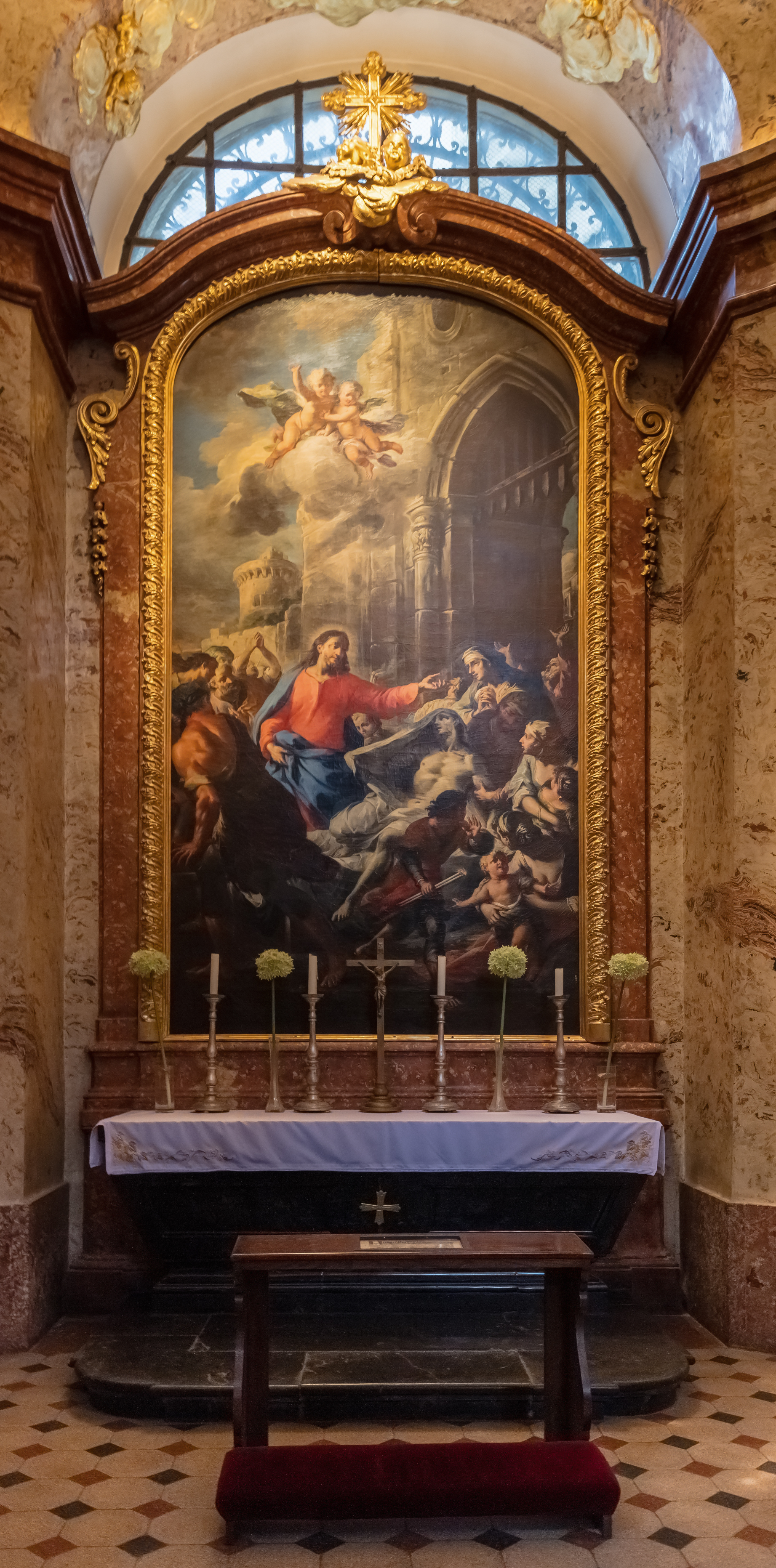
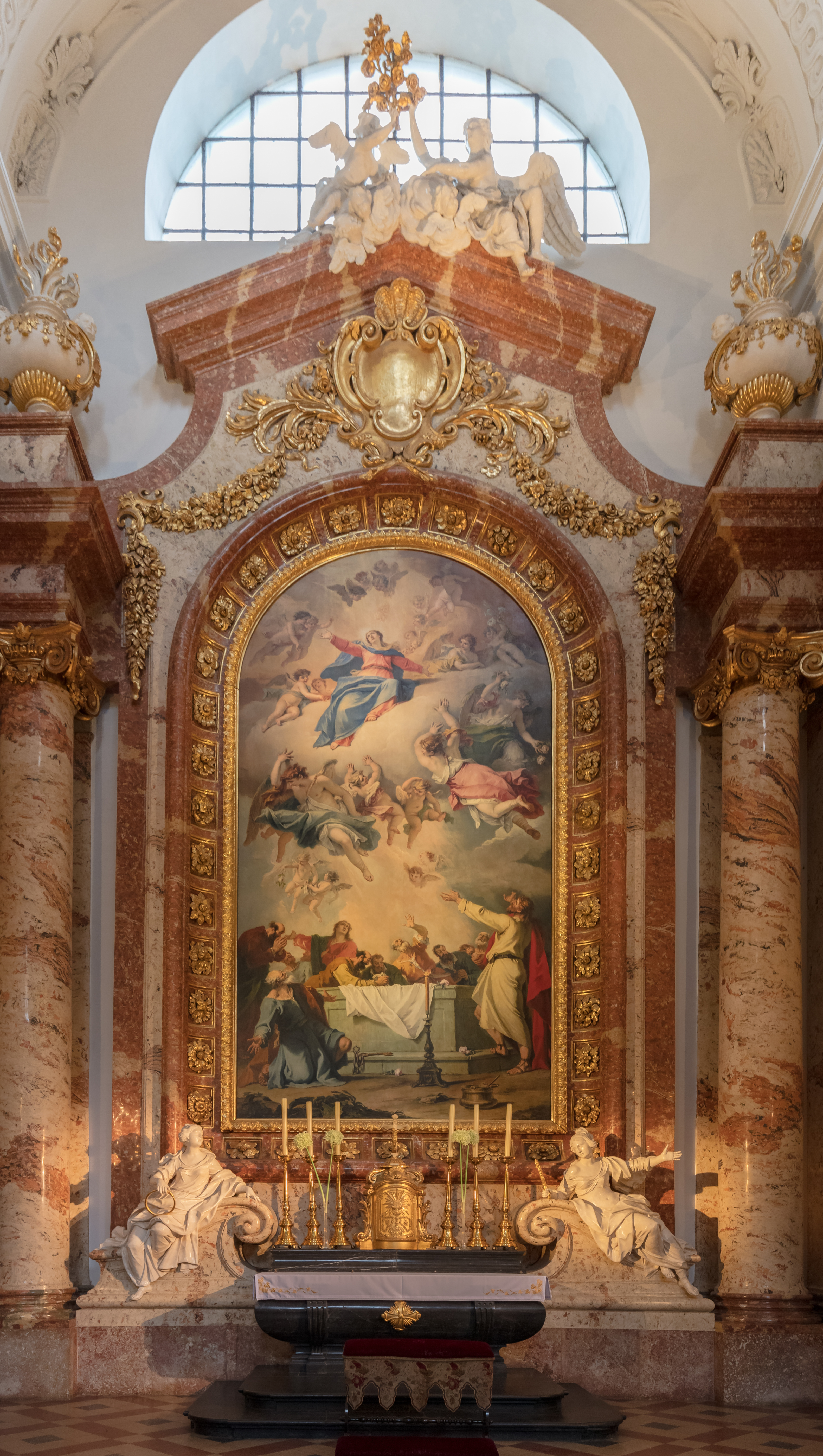
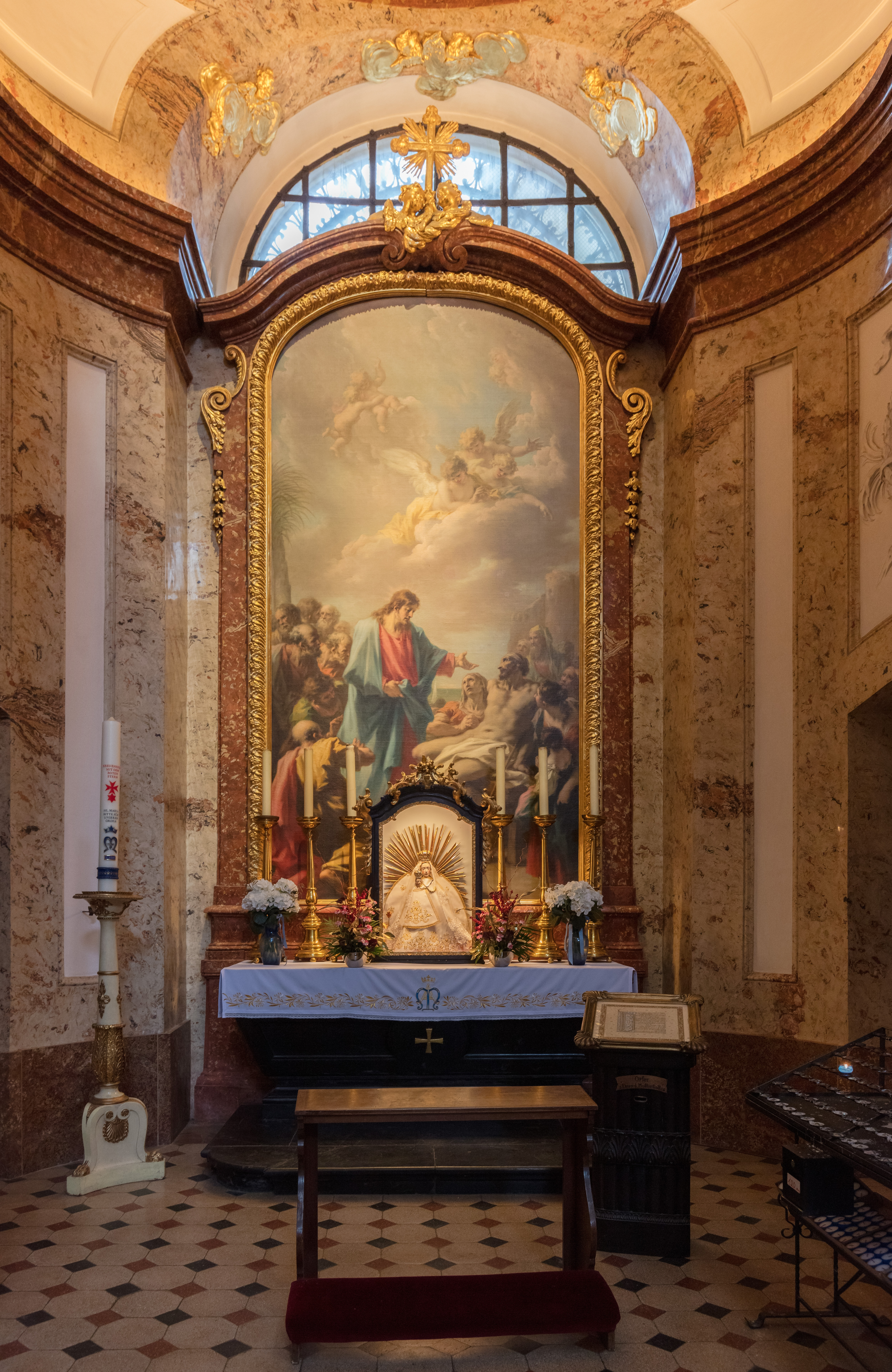
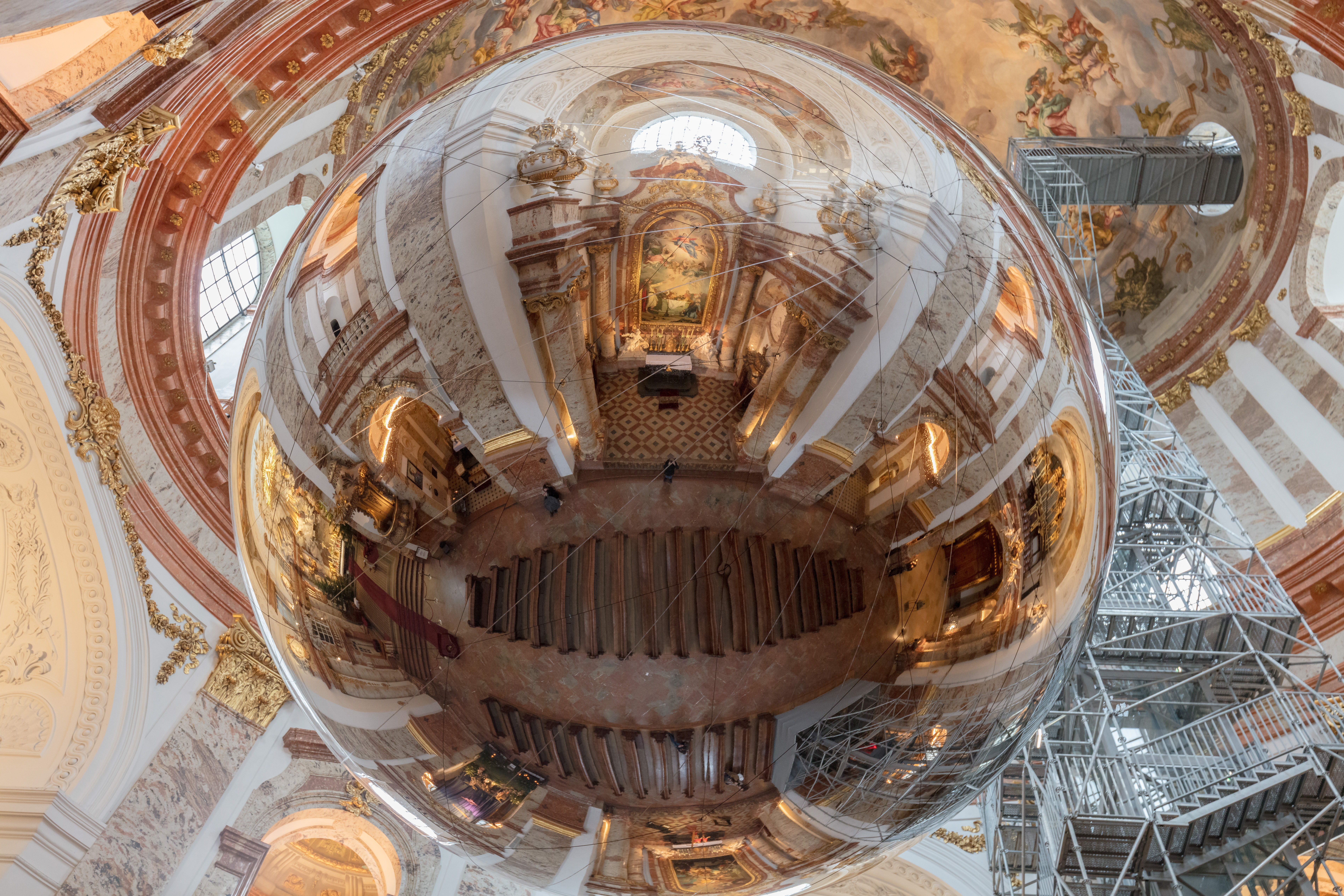
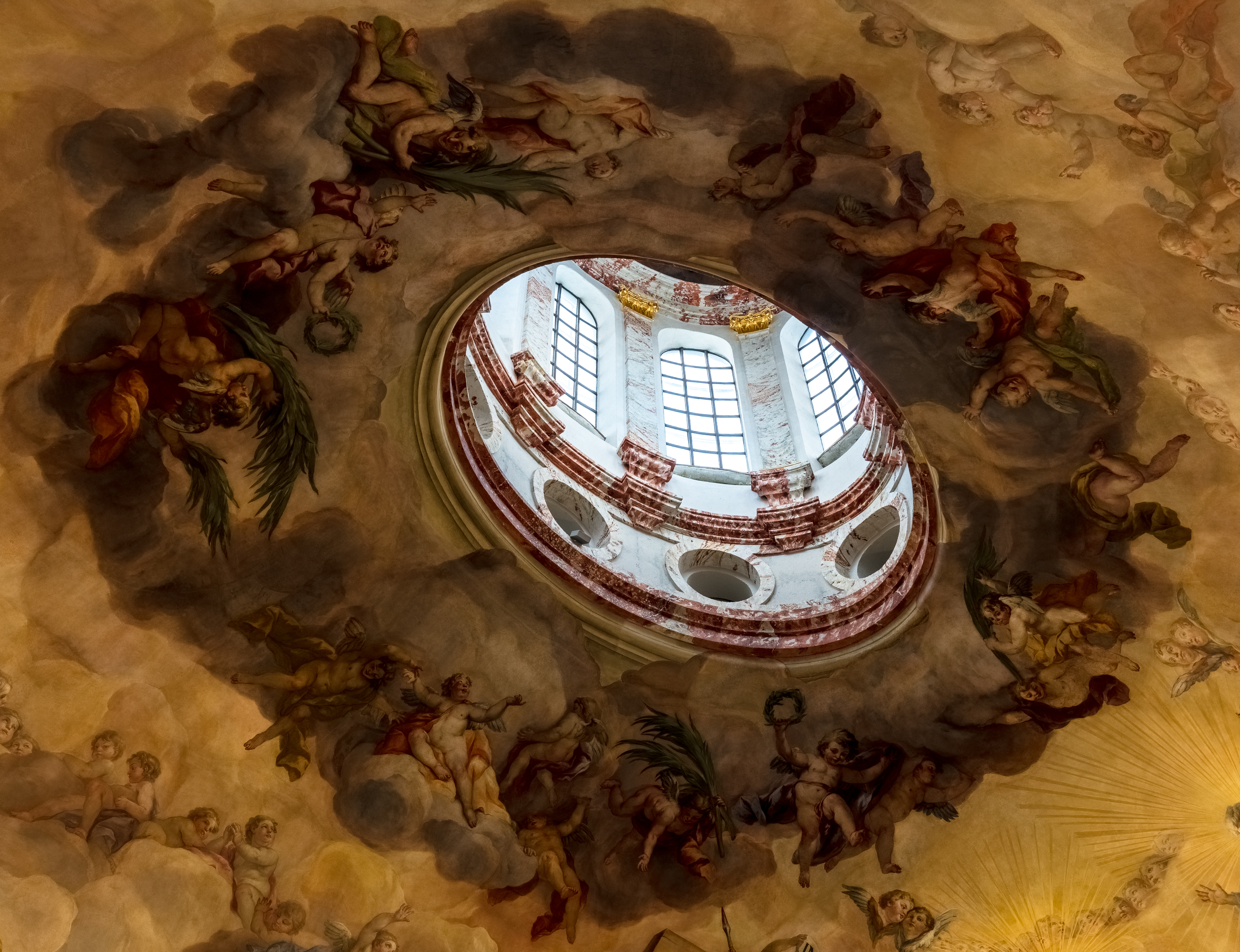
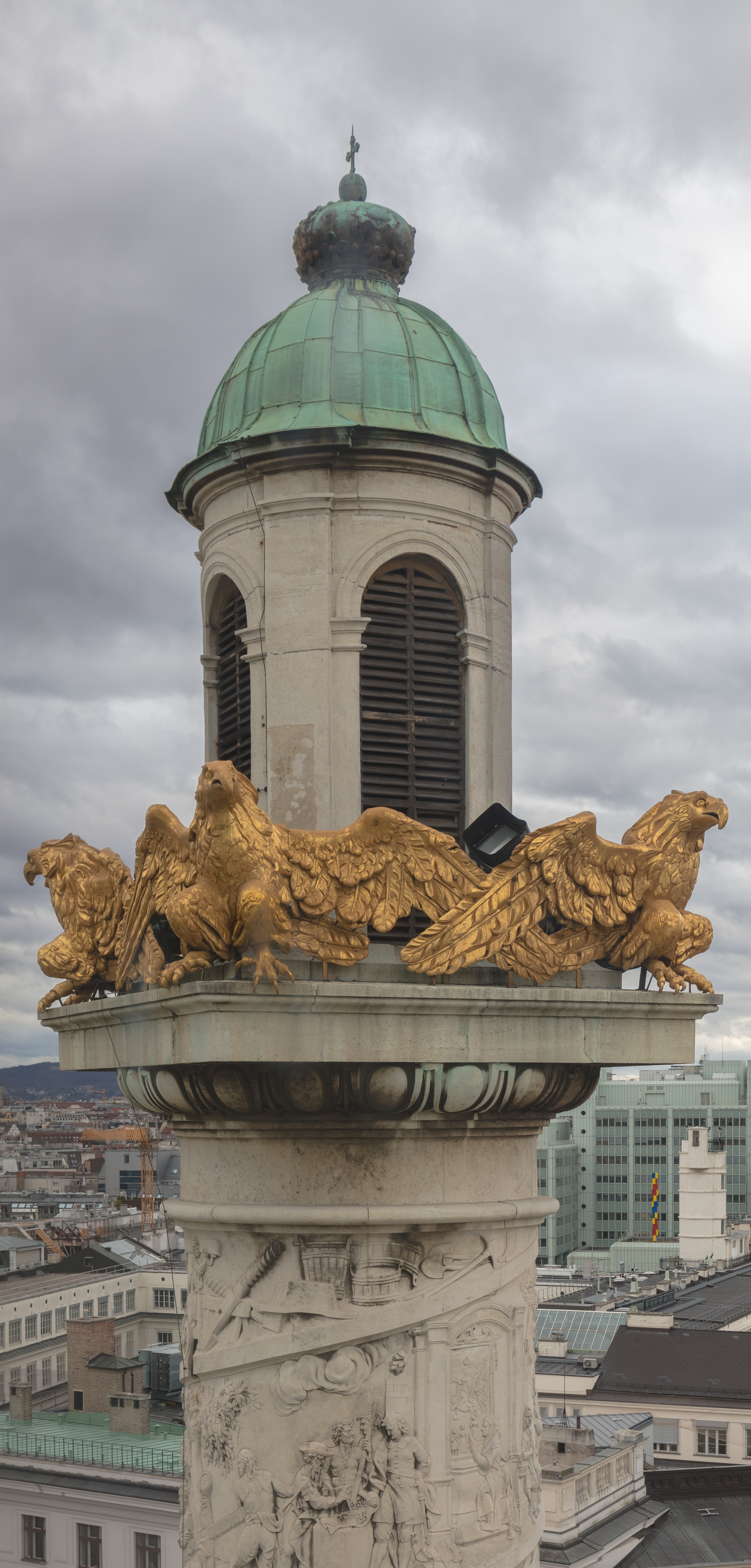
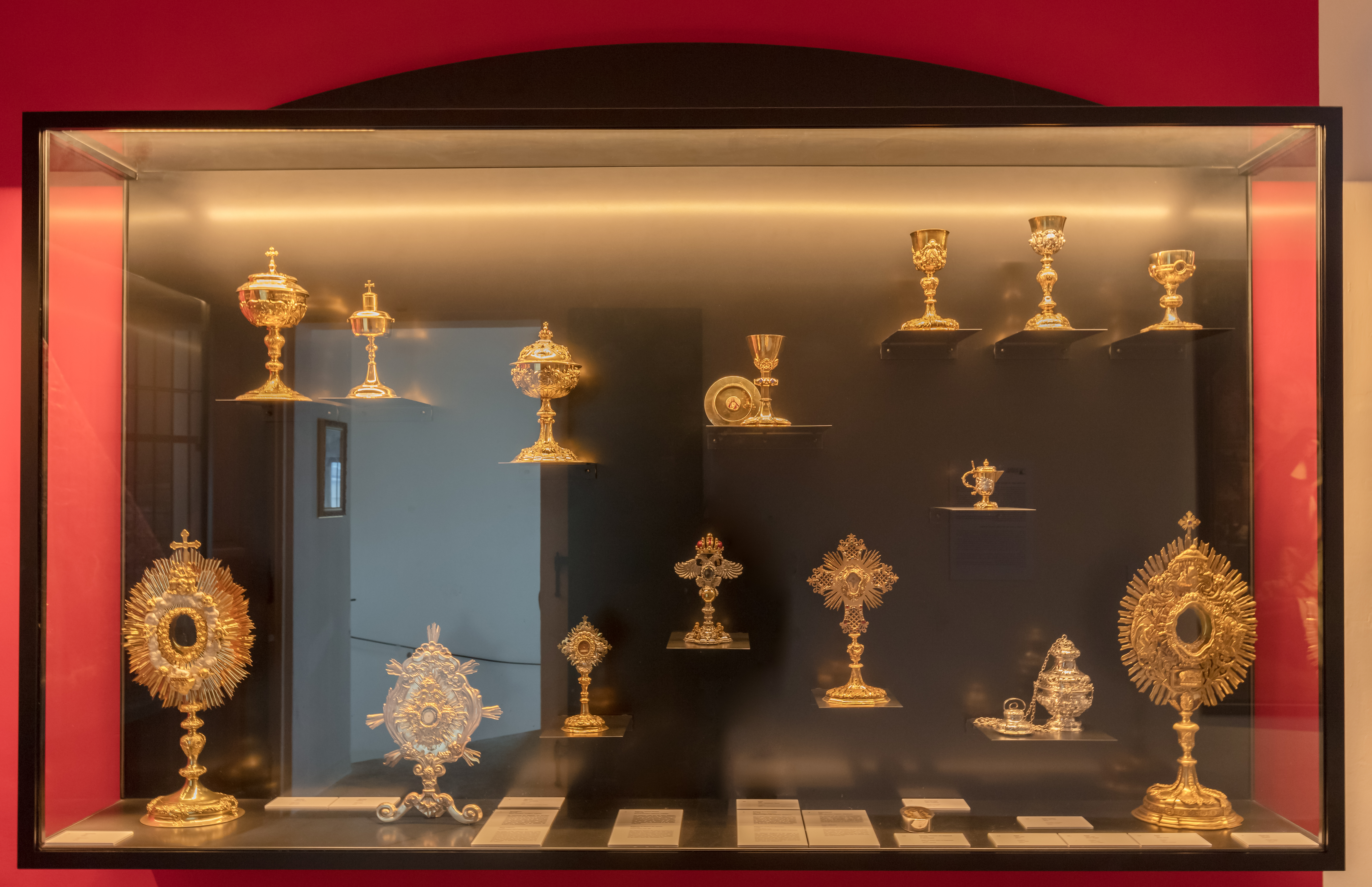
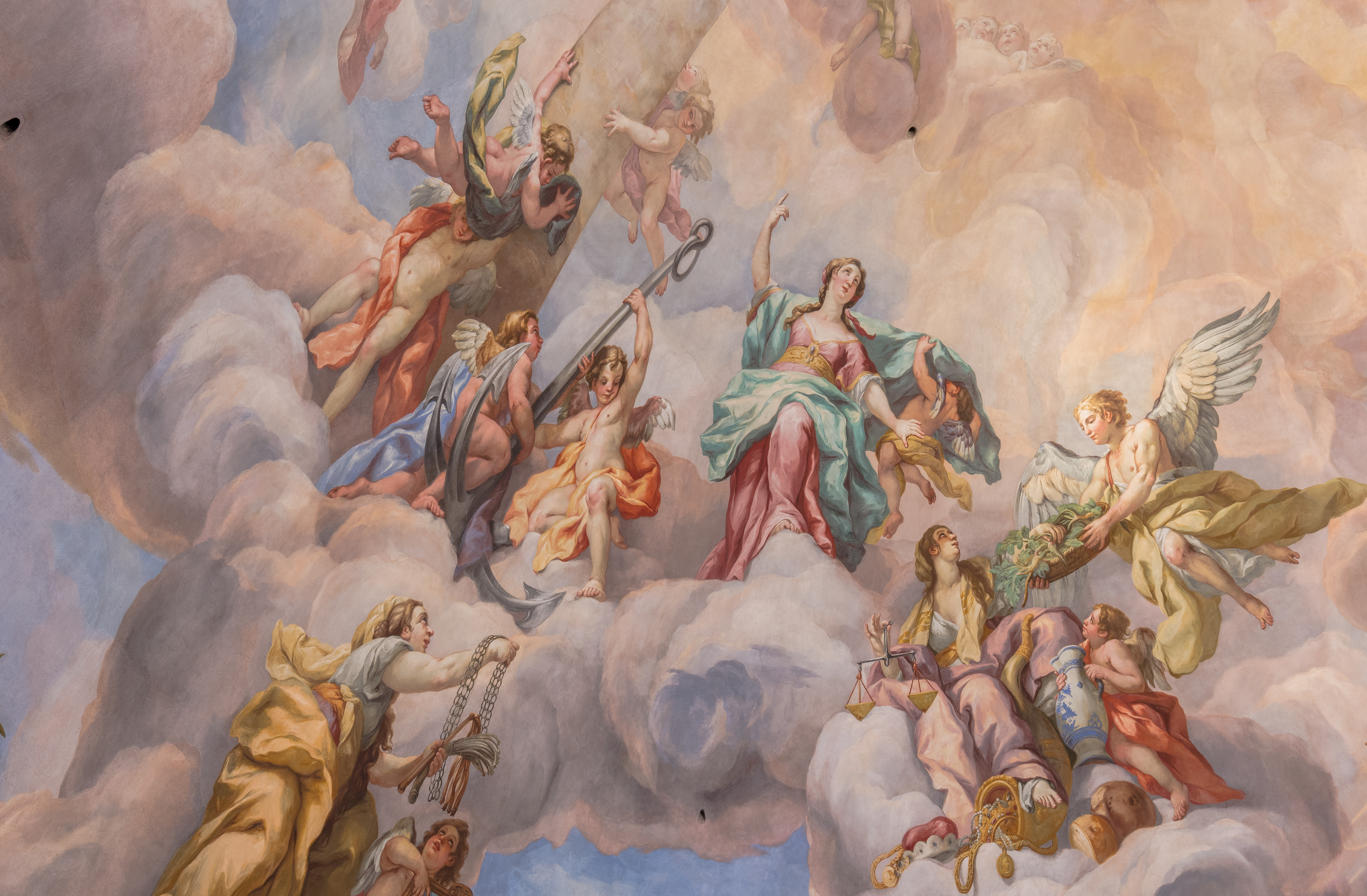